# Осборн-Дюпон, Маргарет
Маргарет Эвелин О́сборн-Дюпо́н (англ. Margaret Evelyn Osborne DuPont; 4 марта 1918, Джозеф, Орегон — 24 октября 2012, Эль-Пасо, Техас) — американская теннисистка-любительница.
- Обладательница 37 титулов, завоёванных на турнирах Большого шлема с 1941 по 1962 год:
  - 6 в одиночном разряде
  - 21 в женском парном разряде
  - 10 в смешанном парном разряде
- Десятикратная обладательница Кубка Уайтмен в составе сборной США
- Член Международного зала теннисной славы с 1967 года.

## Личная жизнь
Маргарет Осборн родилась в Джозефе (штат Орегон) и выросла в Сан-Франциско. В 1938 году, в двадцать лет, она уже входила в первую десятку в рейтинге американских теннисисток.
В 1947 году Маргарет вышла замуж за Уильяма Дюпона-сына, из Делавэрской династии Дюпонов. Уильям был на 22 года старше её и отличался слабым здоровьем. После свадьбы муж требовал от Маргарет возвращаться домой сразу после окончания её матчей, не задерживаясь допоздна, и запретил ей ездить в Австралию. В результате Маргарет за всю свою карьеру так ни разу и не сыграла в чемпионате Австралии, где как раз в это время наконец начали оплачивать участникам затраты на дорогу и проживание. Маргарет родила Уильяму сына, Уильяма 3-го, на несколько лет оставив теннис ради семьи, и развелась с ним за год до его смерти, в 1964 году.
До смерти мужа Осборн продолжала жить в восточной части США, чтобы сын находился поближе к отцу. В 1966 году она присоединилась к Маргарет Варнер-Блосс, своей партнёрше в последние годы выступлений, выращивавшей скаковых лошадей на своей ферме близ Эль-Пасо. В середине 1990-х годов они были включены в число владельцев двадцати лучших чистокровных верховых лошадей специальным изданием «Thoroughbred Times». Маргарет Осборн скончалась в Эль-Пасо в 2012 году в возрасте 94 лет.

## Спортивные достижения
Маргарет Осборн-Дюпон выиграла за карьеру 37 титулов на турнирах Большого шлема: шесть в одиночном разряде, 21 в женских парах и 10 в смешанных парах. Свой первый титул она завоевала в 1941 году в женском парном разряде на чемпионате США, а последний в 1962 году в смешанном парном разряде на Уимблдонском турнире. Все эти титулы были завоёваны на трёх турнирах: чемпионате США, чемпионате Франции и Уимблдонском турнире, при этом в 1946 и 1949 годах она выиграла все три этих турнира в женском парном разряде с Луизой Браф. Помимо этого, она ещё 14 раз играла в финалах турниров Большого шлема: четырежды в одиночном разряде, шесть раз в женских парах и четыре в смешанных. За всю карьеру Маргарет Осборн-Дюпон ни разу не участвовала в четвёртом турнире Большого шлема, чемпионате Австралии.
Осборн-Дюпон является рекордсменкой чемпионатов США по количеству завоёванных титулов в женских парах (13, из них 12 с Луизой Браф) и в смешанных парах (9), а также по сумме всех титулов (25, включая три в одиночном разряде). Всего она провела на чемпионатах США 15 финалов в женском парном разряде (из них 14 с Браф) и 12 финалов в миксте (из них шесть с Биллом Талбертом). Ещё пять раз она играла в финале турнира в одиночном разряде, в том числе в самом длинном женском финале в истории чемпионатов США в 1948 году, где она победила Браф со счётом 4-6, 6-4, 15-13. Помимо рекорда продолжительности матча в женских парах до 1991 года она была рекордсменкой и по продолжительности матча в смешанном разряде после того, как победила в полуфинале чемпионата США 1948 года в паре с Талбертом Гасси Моран и Боба Фалькенбурга со счётом 27-25, 5-7, 6-1.
Маргарет Осборн десять раз между 1946 и 1962 годами становилась победительницей Кубка Уайтмен, командного матча между сборными США и Великобритании, и девять раз была капитаном американской команды.
В 1967 году имя Маргарет Осборн-Дюпон было включено в списки Зала теннисной славы в Ньюпорте, вместе с именем её вечной соперницы в одиночном разряде и соратницы в женских парах Луизы Браф, а в 2010 году, в возрасте 92 лет, её имя было включено в списки Зала чемпионов Открытого чемпионата США.

## Стиль игры
По словам другой великой теннисистки, Морин Коннолли, Маргарет Осборн была единственной теннисисткой, овладевшей искусством резаного удара (англ. slice). В паре с Браф она контролировала правую половину корта, используя мощный удар открытой ракеткой.

## Участие в финалах турниров Большого шлема за карьеру

### Одиночный разряд (10)

#### Победы (6)
| Год  | Турнир                | Соперница в финале | Счёт в финале   |
| ---- | --------------------- | ------------------ | --------------- |
| 1946 | Чемпионат Франции     | Полин Бетц         | 1-6, 8-6, 7-5   |
| 1947 | Уимблдонский турнир   | Дорис Харт         | 6-2, 6-4        |
| 1948 | Чемпионат США         | Луиза Браф         | 4-6, 6-4, 15-13 |
| 1949 | Чемпионат Франции (2) | Нелли Адамсон      | 7-5, 6-2        |
| 1949 | Чемпионат США (2)     | Дорис Харт         | 6-3, 6-1        |
| 1950 | Чемпионат США (3)     | Дорис Харт         | 6-4, 6-3        |

#### Поражения (4)
| Год  | Турнир                  | Соперница в финале | Счёт в финале   |
| ---- | ----------------------- | ------------------ | --------------- |
| 1944 | Чемпионат США           | Полин Бетц         | 3-6, 6-8        |
| 1947 | Чемпионат США (2)       | Луиза Браф         | 6-8, 6-4, 1-6   |
| 1949 | Уимблдонский турнир     | Луиза Браф         | 8-10, 6-1, 8-10 |
| 1950 | Уимблдонский турнир (2) | Луиза Браф         | 1-6, 6-3, 1-6   |

### Женский парный разряд (27)

#### Победы (21)
| Год  | Турнир                  | Партнёр            | Соперницы в финале                      | Счёт в финале  |
| ---- | ----------------------- | ------------------ | --------------------------------------- | -------------- |
| 1941 | Чемпионат США           | Сара Палфри-Фабиан | Дороти Банди Полин Бетц                 | 3-6, 6-1, 6-4  |
| 1942 | Чемпионат США (2)       | Луиза Браф         | Полин Бетц Дорис Харт                   | 2-6, 7-5, 6-0  |
| 1943 | Чемпионат США (3)       | Луиза Браф         | Мэри Арнольд-Прентисс Патрисия Тодд     | 6-1, 6-3       |
| 1944 | Чемпионат США (4)       | Луиза Браф         | Полин Бетц Дорис Харт                   | 4-6, 6-4, 6-3  |
| 1945 | Чемпионат США (5)       | Луиза Браф         | Полин Бетц Дорис Харт                   | 6-3, 6-3       |
| 1946 | Чемпионат Франции       | Луиза Браф         | Полин Бетц Дорис Харт                   | 6-4, 0-6, 6-1  |
| 1946 | Уимблдонский турнир     | Луиза Браф         | Полин Бетц Дорис Харт                   | 6-3, 2-6, 6-3  |
| 1946 | Чемпионат США (6)       | Луиза Браф         | Мэри Арнольд-Прентисс Патрисия Тодд     | 6-1, 6-3       |
| 1947 | Чемпионат Франции (2)   | Луиза Браф         | Патрисия Тодд Дорис Харт                | 7-5, 6-2       |
| 1947 | Чемпионат США (7)       | Луиза Браф         | Патрисия Тодд Дорис Харт                | 5-7, 6-3, 7-5  |
| 1948 | Уимблдонский турнир (2) | Луиза Браф         | Патрисия Тодд Дорис Харт                | 6-3, 3-6, 6-3  |
| 1948 | Чемпионат США (8)       | Луиза Браф         | Патрисия Тодд Дорис Харт                | 6-4, 8-10, 6-1 |
| 1949 | Чемпионат Франции (3)   | Луиза Браф         | Джой Гэннон Бетти Хилтон                | 7-5, 6-1       |
| 1949 | Уимблдонский турнир (3) | Луиза Браф         | Гасси Моран Патрисия Тодд               | 8-6, 7-5       |
| 1949 | Чемпионат США (9)       | Луиза Браф         | Ширли Фрай-Ирвин Дорис Харт             | 6-4, 10-8      |
| 1950 | Уимблдонский турнир (4) | Луиза Браф         | Ширли Фрай-Ирвин Дорис Харт             | 6-4, 5-7, 6-1  |
| 1950 | Чемпионат США (10)      | Луиза Браф         | Ширли Фрай-Ирвин Дорис Харт             | 6-2, 6-3       |
| 1954 | Уимблдонский турнир (5) | Луиза Браф         | Ширли Фрай-Ирвин Дорис Харт             | 4-6, 9-7, 6-3  |
| 1955 | Чемпионат США (11)      | Луиза Браф         | Ширли Фрай-Ирвин Дорис Харт             | 6-3, 1-6, 6-3  |
| 1956 | Чемпионат США (12)      | Луиза Браф         | Бетти Розенквест-Пратт Ширли Фрай-Ирвин | 6-3, 6-0       |
| 1957 | Чемпионат США (13)      | Луиза Браф         | Алтея Гибсон Дарлин Хард                | 6-2, 7-5       |

#### Поражения (6)
| Год  | Турнир                  | Партнёр         | Соперницы в финале          | Счёт в финале |
| ---- | ----------------------- | --------------- | --------------------------- | ------------- |
| 1947 | Уимблдонский турнир     | Луиза Браф      | Патрисия Тодд Дорис Харт    | 6-3, 4-6, 5-7 |
| 1950 | Чемпионат Франции       | Луиза Браф      | Ширли Фрай-Ирвин Дорис Харт | 6-1, 5-7, 2-6 |
| 1951 | Уимблдонский турнир (2) | Луиза Браф      | Ширли Фрай-Ирвин Дорис Харт | 3-6, 11-13    |
| 1953 | Чемпионат США           | Луиза Браф      | Ширли Фрай-Ирвин Дорис Харт | 2-6, 9-7, 7-9 |
| 1954 | Чемпионат США (2)       | Луиза Браф      | Ширли Фрай-Ирвин Дорис Харт | 4-6, 4-6      |
| 1958 | Уимблдонский турнир (3) | Маргарет Варнер | Мария Буэно Алтея Гибсон    | 3-6, 7-5      |

### Смешанный парный разряд (14)

#### Победы (10)
| Год  | Турнир              | Партнёр        | Соперницы в финале           | Счёт в финале   |
| ---- | ------------------- | -------------- | ---------------------------- | --------------- |
| 1943 | Чемпионат США       | Билл Талберт   | Полин Бетц Панчо Сегура      | 10-6, 6-4       |
| 1944 | Чемпионат США (2)   | Билл Талберт   | Дороти Банди Дональд Макнил  | 6-2, 6-3        |
| 1945 | Чемпионат США (3)   | Билл Талберт   | Дорис Харт Боб Фалькенбург   | 6-4, 6-4        |
| 1946 | Чемпионат США (4)   | Билл Талберт   | Луиза Браф Роберт Кимбрелл   | 6-3, 6-4        |
| 1950 | Чемпионат США (5)   | Кен Мак-Грегор | Дорис Харт Фрэнк Седжмен     | 6-4, 3-6, 6-3   |
| 1956 | Чемпионат США (6)   | Кен Розуолл    | Дарлин Хард Лью Хоуд         | 9-7, 6-1        |
| 1958 | Чемпионат США (7)   | Нил Фрейзер    | Мария Буэно Алекс Ольмедо    | 6-3, 3-6, 9-7   |
| 1959 | Чемпионат США (8)   | Нил Фрейзер    | Дженет Хоппс Боб Марк        | 7-5, 13-15, 6-2 |
| 1960 | Чемпионат США (9)   | Нил Фрейзер    | Мария Буэно Антонио Палафокс | 6-3, 6-2        |
| 1962 | Уимблдонский турнир | Нил Фрейзер    | Энн Хейдон Деннис Рэлстон    | 2-6, 6-3, 13-11 |

#### Поражения (4)
| Год  | Турнир              | Партнёр      | Соперницы в финале        | Счёт в финале |
| ---- | ------------------- | ------------ | ------------------------- | ------------- |
| 1948 | Чемпионат США       | Билл Талберт | Луиза Браф Том Браун      | 4-6, 4-6      |
| 1949 | Чемпионат США (2)   | Билл Талберт | Луиза Браф Эрик Стёрджесс | 6-4, 3-6, 5-7 |
| 1954 | Уимблдонский турнир | Кен Розуолл  | Дорис Харт Вик Сейксас    | 7-5, 4-6, 3-6 |
| 1954 | Чемпионат США (3)   | Кен Розуолл  | Дорис Харт Вик Сейксас    | 6-4, 1-6, 1-6 |